# Andreas von Jugoslawien

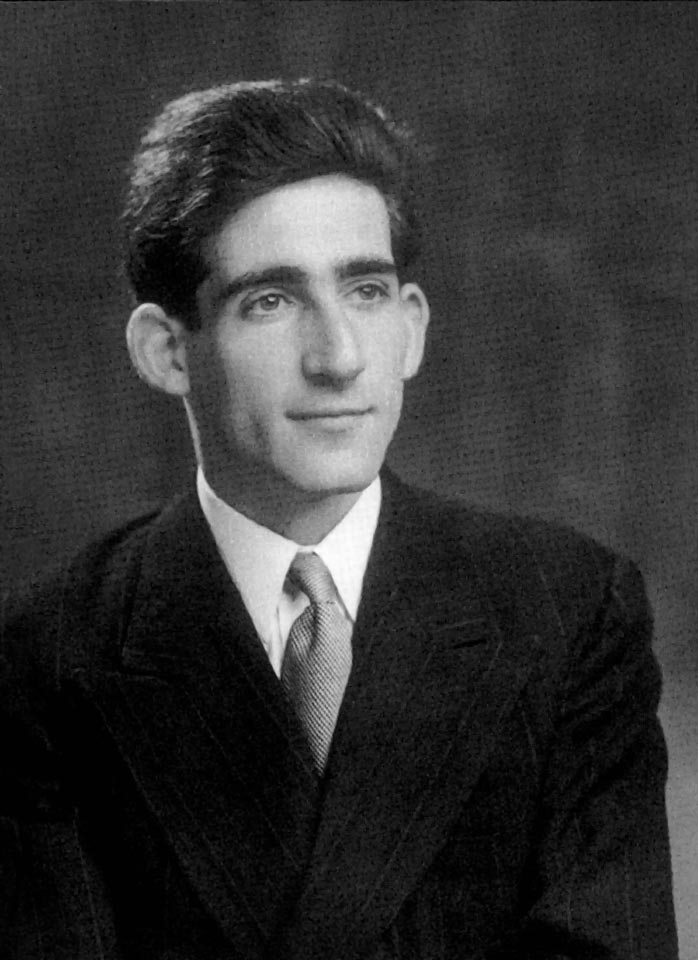
Andreas von Jugoslawien

Prinz Andreas Karađorđević von Jugoslawien (serbisch Andrej Karađorđević; * 28. Juni 1929 in Bled, Königreich Jugoslawien; † 7. Mai 1990 in Irvine, Kalifornien) war der jüngere Bruder des letzten regierenden Königs von Jugoslawien, Peter II. Karađorđević.

## Leben
Andreas wurde als dritter Sohn des Souveräns des Königreichs Jugoslawiens, König Alexander I. Karađorđević, und Prinzessin Maria von Hohenzollern-Sigmaringen, Tochter des Königs Ferdinand von Rumänien und Prinzessin Marie von Edinburgh, geboren. Sein Vater starb am 9. Oktober 1934 bei einem Attentat in Marseille, Frankreich. Zusammen mit seinem Bruder Tomislav besuchte er Internate in England und der Schweiz.
Am 1. August 1956 heiratete Andreas in Kronberg im Taunus Christina Prinzessin von Hessen-Kassel (1933–2011). Aus der Ehe gingen zwei Kinder hervor:
- Maria Tatjana (* 1957) ⚭ Gregory Thune-Larsen
- Christopher (1960–1994).

Nach einer Liaison mit Kira Melita Prinzessin von Leiningen (1930–2005), aus der Tochter Lavina (* 1961) hervorging, ließ er sich von seiner ersten Ehefrau scheiden und heiratete 1962 Kira Melita. Das Paar hatte zwei weitere Kinder:
- Karl Wladimir (* 1964) ⚭ Brigitte Muller
- Dimitri (* 1965)

Ende 1972 wurde er erneut geschieden, zwei Jahre später heiratete er Eva Maria Anđelković (1926–2020).
Am 7. Mai 1990 wurde Prinz Andreas in Irvine tot in seinem Auto aufgefunden, er hatte einen Herzinfarkt erlitten.